# Rachel Hurd-Wood
Rachel Clare Hurd-Wood (Surrey, 17 augustus 1990) is een Engels actrice. Ze debuteerde in 2003 op het witte doek als Wendy in Peter Pan.

## Biografisch
Hurd-Wood is de dochter van acteur Philip en Sarah Hurd-Wood. Ze verscheen samen met haar vader in An American Haunting. Ze heeft een jongere broer genaamd Patrick, die samen met haar in Peter Pan en Solomon Kane speelde. Hurd-Wood trouwde in 2018 met acteur Russ Bain. Ze beviel in 2017 van haar eerste kind, een zoon.

## Filmografie
- The First Omen (2024)
- The Revenger: An Unromantic Comedy (2019)
- Beautiful Devils (2017)
- Segon origen (2015)
- Highway to Dhampus (2014)
- Hideaways (2011)
- Tomorrow, When the War Began (2010)
- Solomon Kane (2009)
- Dorian Gray (2009)
- Perfume: The Story of a Murderer (2006)
- An American Haunting (2005)
- Sherlock Holmes and the Case of the Silk Stocking (2004, televisiefilm)
- Peter Pan (2003)

## Televisieseries
*Exclusief eenmalige gastrollen
- Clique - Rachel Maddox (2017-2018, twaalf afleveringen)
- Home Fires - Kate Campbell / Kate Heaton (2015-2016, zeven afleveringen)

## Trivia
- Hurd-Wood heeft een prominente rol in de videoclip bij het liedje A Little Bit van Madeleine Peyroux.

- Biblioteca Nacional de España: XX4822990
- Bibliothèque nationale de France: cb16521616j (data)
- Catàleg d'autoritats de noms i títols de Catalunya: 981058510269306706
- Gemeinsame Normdatei: 143719718
- International Standard Name Identifier: 0000 0001 2142 2315
- Library of Congress Control Number: no2004065569
- Nationale Bibliotheek van Tsjechië: xx0062931
- Nationale Bibliotheek van Israël: 987007330142305171
- Nationale Bibliotheek van Polen: a0000002282527
- Système universitaire de documentation: 145775119
- Virtual International Authority File: 85707184
- WorldCat: E39PBJkttByB9cfm4BgwM4KTpP